# Боґушинець (Великопольське воєводство)
Боґушинець (пол. Boguszyniec) — село в Польщі, у гміні Ґжеґожев Кольського повіту Великопольського воєводства.
Населення — 207 осіб (2011).
У 1975-1998 роках село належало до Конінського воєводства.

## Демографія
Демографічна структура станом на 31 березня 2011 року:
|          | Загалом | Допрацездатний вік | Працездатний вік | Постпрацездатний вік |
| -------- | ------- | ------------------ | ---------------- | -------------------- |
| Чоловіки | 106     | 21                 | 77               | 8                    |
| Жінки    | 101     | 19                 | 63               | 19                   |
| Разом    | 207     | 40                 | 140              | 27                   |